# Ernest Pérochon
Ernest Pérochon (n. 24 februarie 1885, Deux-Sèvres, Poitou-Charentes, Franța – d. 10 februarie 1942, Niort, Poitou-Charentes, Franța) a fost un scriitor francez care a câștigat Premiul Goncourt în 1920 pentru romanul Nêne. Inițial profesor, și-a părăsit cariera din domeniul educației în 1921 pentru a continua să scrie. A scris poezii, romane (de la realism la science fiction), precum și literatură pentru copii.

## Romane (selecție)[7]
- Les Creux-De-Maisons (1912)
- Les hommes frénétiques (1925)
- Nêne (1920) - Premiul Goncourt
- Le Chemin de plaine (1920)
- La Parcelle 32 (1922)
- Les Ombres (1923)
- Les Gardiennes (1924)